# Amenemope (Obervermögensverwalter)

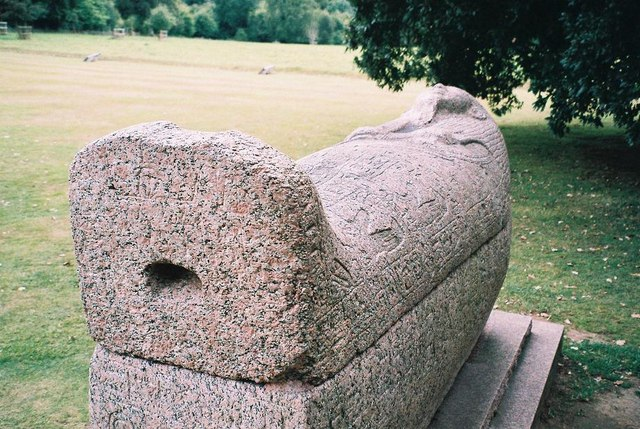
Sarkophag des Amenemope im Garten von Kingston Lacy

Amenemope, auch Amenemipet oder in der kurzen Namensform Ipy genannt, war ein altägyptischer Obervermögensverwalter am Amuntempel in Theben, der am Ende der 18. und am Beginn der 19. Dynastie (Neues Reich) im Amt war. Er ist vor allem von seiner monumentalen Grabanlage (TT41) in Scheich Abd el-Qurna bekannt. 

## Leben
Sein Vater war ein gewisser Nefernemtet, seine Mutter hieß Mutemjinet. Zu ihnen ist nichts Weiteres bekannt. Seine Gemahlin war eine Frau mit dem Namen Nedjemet, die die Tochter einer Frau mit dem Namen Henut war. Sie führt meist den Titel einer Sängerin des Amun. Kinder des Paares sind nicht bezeugt.
In seinem Grab führt Amenemope zahlreiche Titel, wobei der Obervermögensverwalter des Amun wahrscheinlich der wichtigste war. Andere wichtige Titel waren Schreiber des Königs und Scheunenvorsteher in Ober- und Unterägypten. Den letzteren Titel mag er vor der Beförderung zum Obervermögensverwalter getragen haben.  Als Obervermögensverwalter des Amun war er Leiter der wirtschaftlichen Angelegenheiten des Amuntempels in Karnak. Sein Grab ist mit Malereien, Reliefs und Statuen dekoriert. Der von hier stammende Sarkophag, der 1821 in Theben entdeckt worden war, befindet sich heute in Kingston Lacy.